# Jan Kott
Jan Kott (Varsavia, 27 ottobre 1914 – Santa Monica, 22 dicembre 2001) è stato un saggista e critico teatrale polacco naturalizzato statunitense.
Fu inizialmente tra i principali sostenitori dello stalinismo in Polonia per diversi anni dopo la presa del potere da parte dei sovietici, ma rinunciò alla sua appartenenza al Partito Comunista nel 1957 in seguito ai fatti dell'ottobre polacco, nel 1956. Si trasferì negli Stati Uniti nel 1965.
Fu importante studioso dell'opera di William Shakespeare, che rilesse alla luce del teatro dell'assurdo.
Scrisse varie opere negli Stati Uniti, la più significativa delle quali è The eating of Gods (1970; trad. it. 1977), riguardante l'interpretazione della tragedia greca. Si interessò anche al teatro giapponese e, tra l'altro, tradusse in polacco testi di Jean-Paul Sartre, Denis Diderot, Eugène Ionesco e Molière.

## Opere
Lista parziale.
- Podwojony świat (1936, poesie)
- Mitologia i realizm. Szkice literackie (1946)
- Węgiel (1946, saggio)
- Po prostu. Szkice i zaczepki (1946)
- O społecznym awansie (1947, saggio)
- O „Lalce” Bolesława Prusa (1948)
- Szkoła klasyków (1949)
- Nowy Świętoszek (1950, commedia, con Stanisław Dygat)
- Trembecki w świetle rękopisów i pierwodruków (1950)
- Trwałe wartości literatury polskiego Oświecenia (1951)
- Wiktor Hugo – pisarz walczący (1952)
- Jak wam się podoba (3 parti, 1955–1962, Testo di critica teatrale)
- Postęp i głupstwo. Szkice (1956, schizzi, diario di viaggio, critica letteraria, memorie, 2 parti)
- Szkice o Szekspirze 1961; trad. it. Shakespeare nostro contemporaneo, 1964)
- Szekspir współczesny (1965)
- Aloes. Dzienniki i małe szkice (1969)
- Zjadanie bogów. Szkice o tragedii greckiej (1986, ed. inglese: The Eating of the Gods : An Interpretation of Greek Tragedy, 1974)
- Kamienny potok. Szkice (1981)
- Przyczynek do biografii (1990)
- Pisma wybrane (1991, 3 parti)
- Płeć Rozalindy. Interpretacje. Marlowe, Szekspir, Webster, Büchner, Gautier (1992)
- Nowy Jonasz i inne szkice (1994)
- Bajeczki dla Lidusi (1994)
- Kadysz. Strony o Tadeuszu Kantorze (1997)
- Lustro. O ludziach i teatrze (2000)
- Powiastki dla wnuczek (2002)

## Premi e riconoscimenti
- Premio Herder 1964